# Башар Абдулла
Башар Абдулла (араб. بشار عبد الله سالم عبد العزيز‎; англ. Bashar Abdullah; 12 октября 1977, Эль-Кувейт) — кувейтский футболист, бывший нападающий сборной Кувейта и футбольного клуба «Ас-Сальмия». Лучший бомбардир в истории сборной Кувейта.

## Карьера
Башар Абдулла начал свою карьеру в молодёжной академии «Ас-Сальмии». В 1994 году он перешёл в основную команду, сразу же выиграв чемпионат Кувейта и повторив достижение спустя три года. В 1998 году он на правах аренды переехал в Саудовскую Аравию в «Аль-Хиляль», а затем вернулся в «Ас-Сальмию» в следующем году. В 2001 году Башар Абдулла, будучи арендованным, перебрался в Катар в клуб «Эр-Райян», после аренды вернулся в «Ас-Сальмию», с которой выиграл Кубок Кувейта. В 2003 году он вновь на правах аренды подписал контракт с эмиратским «Аль-Айном». С клубом он выиграл чемпионат ОАЭ. В конце сезона Башар Абдулла вернулся на родину, перебравшись в «Аль-Кувейт», а в следующем году в четвёртый раз вернулся в «Ас-Сальмию», где играл ещё 5 лет. 5 января 2010 года он подписал контракт с клубом «Аль-Кувейт». А спустя год завершил карьеру.
16 марта 1996 года Башар Абдулла дебютировал в составе сборной Кувейта в товарищеском матче против Финляндии. 23 мая 1996 года он забил свой первый гол в составе национальной сборной в матче против Сирии. Башар Абдулла был частью золотого века кувейтского футбола между 1996 и 1998 годами, когда, помимо победы в двух Кубках Персидского залива, он также дошёл до полуфинала Кубка Азии 1996, финала Кубка арабских наций 1998 и финала Азиатского чемпионата 1998. 14 февраля 2000 года в отборочном матче чемпионата Азии против Бутана он забил восемь голов, а сборная Кувейта одержала рекордную победу в своей истории, обыграв соперника 20:0. Башар Абдулла пинял участие в Олимпийских играх 2000 года в Сиднее. На турнире сыграл во всех трёх матчах. Также он участвовал в Кубках Азии 2000 и 2004 годов. Всего на Кубках Азии Башар Абдулла сыграл 13 матчей и забил 3 гола. В 2007 году он завершил карьеру в национальной сборной, сыграв за неё 134 матча. С 75 забитыми голами он является лучшим бомбардиром своей страны, а также наряду с Шандором Кочишем и Кунисигэ Камамото занимает десятое место среди лучших бомбардиров сборных за всю историю. 25 мая 2018 года Абдулла сыграл короткий промежуток времени в товарищеском матче против Египта.

## Достижения
«Ас-Сальмия»
- Чемпион Кувейта (3): 1994/1995, 1997/1998, 1999/2000
- Обладатель Кубка Кувейта: 2000/2001

«Аль-Айн»
- Чемпион ОАЭ: 2003/2004

Сборная Кувейта
- Обладатель Кубка Персидского залива (2): 1996, 1998